# ستيفن شون فورد
ستيفن شون فورد (بالإنجليزية: Stephen Lunsford)‏ هو ممثل أمريكي، ولد في 25 نوفمبر 1989 بساكرامنتو في الولايات المتحدة.

## أعمال

### مسلسلات
- بدلتا عند الولادة
- كوري إن ذا هاوس[4]

## وصلات خارجية
- ستيفن شون فورد على موقع IMDb (الإنجليزية)
- ستيفن شون فورد على موقع ألو سيني (الفرنسية)
- ستيفن شون فورد على موقع أول موفي (الإنجليزية)
- ستيفن شون فورد على موقع قاعدة بيانات الفيلم (الإنجليزية)
- ستيفن شون فورد على موقع كينوبويسك (الروسية)